# Sed de venganza (telenovela)
Sed de venganza es una telenovela estadounidense producida por Telemundo Studios para Telemundo, en el 2024. La telenovela está basada en la historia colombiana de 2007 creada por Mauricio Navas, Conchita Ruiz y Tania Cárdenas, Pura sangre, siendo desarrollada por Eric Vonn. Se estrenó a través de Telemundo el 15 de octubre de 2024, retomando el horario que dejó vacante Vuelve a mí para telenovelas y series de televisión originales, y finalizó el 6 de marzo de 2025.
Está protagonizada por Isabella Castillo, Danilo Carrera y Alexa Martín.

## Trama
Fernanda Ríos está decidida a liberarse de los abusos que sufrió en su infancia. Sin embargo, sus planes se tuercen cuando el engaño y el chantaje la conducen al oscuro ámbito de Eugenio Beltrán, quien la entrena para llevar a cabo un plan de venganza contra la familia Del Pino. Fernanda se infiltra en la familia Del Pino, debilitando a sus miembros para apoderarse de su empresa y fortuna. Diez años después, Francisco, cuya vida destruyó Fernanda, regresa en busca de venganza, ahora bajo la identidad de Emilio Montenegro. Sin embargo, Fernanda desconoce su verdadera identidad y su llegada despierta en ella una inesperada pasión que complica sus planes de venganza.

## Reparto

### Principales
- Isabella Castillo como Fernanda Ríos / Regina Castaño[5]
- Danilo Carrera como Francisco Ramírez / Emilio Montenegro
  - Jesús Nasser interpretó a Francisco de joven
- Alexa Martín como Elisa del Pino
  - Gabriela Borges interpretó a Elisa de joven
- Carlos Torres como Gabriel del Pino[6]
- Sebastián Carvajal como Marcelo Echeverri
  - Steven González interpretó a Marcelo de joven
- Diego Olivera como Eugenio Beltrán[6]
- Daniela Martínez como Mónica Rodríguez
- Roberto Romano como Alonso del Pino
- Fefi Oliveira como Brenda Ferrero
- Rodolfo Salas como Roberto León[7]
- María José Camacho como Ana del Pino
  - Isairis Rodríguez interpretó a Ana de joven
- Javier Ponce como Sebastián del Pino
- Sandra Itzel como Patricia Flores
- Humberto Búa como Fermín Pérez
- Roberta Burns como Tania Villanueva
- María Laura Quintero como Erika Flores
- Claudia Coira como Claudia Flores
- María Eugenia Arboleda como Mirna Guerrero
- Saúl Lisazo como Alfredo del Pino
- Gabriel Coronel como Joseph Price[8]

### Recurrentes e invitados especiales
- Katie Barberi como María Laura
- César Román como Arredondo
- Roberto Jaramillo como Ignacio Montaño
- Elba Escobar como Manuela
- Carlos Acosta-Milian como Adalberto Ferrero
- Darío Dahbar como Richard
- Carolina Perpetuo como Ninette Ferrero
- Aneudy Lara como Miguel
- Juan Carlos García como abogado de Alfredo
- Pedro Pablo Porras como Rafita
- Manuela Corzo como Lindy Love
- Claudia Valdes como Aleida
- Ricardo Kleinbaum como Antonio Rivero
- Ricardo Burgos como Ramón Amaro

## Episodios
| N.º | Título                         | Fecha de emisión original |
| --- | ------------------------------ | ------------------------- |
| 1   | «Prueba de lealtad»            | 15 de octubre de 2024     |
| 2   | «Se acabó»                     | 16 de octubre de 2024     |
| 3   | «Caiga quien caiga»            | 17 de octubre de 2024     |
| 4   | «Desilusión»                   | 18 de octubre de 2024     |
| 5   | «Cara a cara»                  | 21 de octubre de 2024     |
| 6   | «Dueña de nada»                | 22 de octubre de 2024     |
| 7   | «Atrapada»                     | 23 de octubre de 2024     |
| 8   | «Boda incierta»                | 24 de octubre de 2024     |
| 9   | «No es presa fácil»            | 25 de octubre de 2024     |
| 10  | «Sed de pasión»                | 28 de octubre de 2024     |
| 11  | «Paso en falso»                | 29 de octubre de 2024     |
| 12  | «Eugenio Beltrán»              | 30 de octubre de 2024     |
| 13  | «Tiro por la culata»           | 31 de octubre de 2024     |
| 14  | «Lo inevitable»                | 1 de noviembre de 2024    |
| 15  | «Apasionados»                  | 4 de noviembre de 2024    |
| 16  | «Cuidado, mucho cuidado»       | 6 de noviembre de 2024    |
| 17  | «Socios y amantes»             | 7 de noviembre de 2024    |
| 18  | «En el limbo»                  | 8 de noviembre de 2024    |
| 19  | «Amor o pasión»                | 11 de noviembre de 2024   |
| 20  | «Sin escape»                   | 12 de noviembre de 2024   |
| 21  | «Entre culpables»              | 13 de noviembre de 2024   |
| 22  | «Fin del engaño»               | 14 de noviembre de 2024   |
| 23  | «Venganza silenciosa»          | 18 de noviembre de 2024   |
| 24  | «El miedo acecha»              | 20 de noviembre de 2024   |
| 25  | «Entre espías»                 | 21 de noviembre de 2024   |
| 26  | «No hay marcha atrás»          | 22 de noviembre de 2024   |
| 27  | «Falsas lealtades»             | 25 de noviembre de 2024   |
| 28  | «Rastro perdido»               | 26 de noviembre de 2024   |
| 29  | «Doble intención»              | 27 de noviembre de 2024   |
| 30  | «Llegó el momento»             | 29 de noviembre de 2024   |
| 31  | «Bajo control»                 | 2 de diciembre de 2024    |
| 32  | «Confesiones»                  | 3 de diciembre de 2024    |
| 33  | «La verdad al descubierto»     | 5 de diciembre de 2024    |
| 34  | «Entre el odio y la compasión» | 6 de diciembre de 2024    |
| 35  | «Lazos rotos»                  | 9 de diciembre de 2024    |
| 36  | «Sin vuelta atrás»             | 10 de diciembre de 2024   |
| 37  | «Con la vida revuelta»         | 12 de diciembre de 2024   |
| 38  | «Sin salida»                   | 16 de diciembre de 2024   |
| 39  | «Tan cerca, tan lejos»         | 17 de diciembre de 2024   |
| 40  | «No puede ser»                 | 18 de diciembre de 2024   |
| 41  | «Con la misma moneda»          | 19 de diciembre de 2024   |
| 42  | «Pase lo que pase»             | 23 de diciembre de 2024   |
| 43  | «La duda consume»              | 25 de diciembre de 2024   |
| 44  | «Encanto prohibido»            | 26 de diciembre de 2024   |
| 45  | «Crece la decepción»           | 30 de diciembre de 2024   |
| 46  | «Al descubierto»               | 1 de enero de 2025        |
| 47  | «De manos atadas»              | 2 de enero de 2025        |
| 48  | «Doble traición»               | 6 de enero de 2025        |
| 49  | «Momento decisivo»             | 7 de enero de 2025        |
| 50  | «El peso de la verdad»         | 8 de enero de 2025        |
| 51  | «La herida eterna»             | 9 de enero de 2025        |
| 52  | «Mío o de nadie»               | 13 de enero de 2025       |
| 53  | «No voy a rendirme»            | 14 de enero de 2025       |
| 54  | «Lucha inútil»                 | 15 de enero de 2025       |
| 55  | «Golpe bajo»                   | 16 de enero de 2025       |
| 56  | «Triunfo incompleto»           | 20 de enero de 2025       |
| 57  | «Amor sin límites»             | 21 de enero de 2025       |
| 58  | «Verdad prohibida»             | 22 de enero de 2025       |
| 59  | «El encargo»                   | 23 de enero de 2025       |
| 60  | «Cambio de juego»              | 27 de enero de 2025       |
| 61  | «La heredera oculta»           | 28 de enero de 2025       |
| 62  | «Ajuste de cuentas»            | 29 de enero de 2025       |
| 63  | «A la vista»                   | 30 de enero de 2025       |
| 64  | «Un enemigo en la mira»        | 3 de febrero de 2025      |
| 65  | «Beso de Judas»                | 4 de febrero de 2025      |
| 66  | «El teatro del engaño»         | 5 de febrero de 2025      |
| 67  | «Sin tiempo que perder»        | 6 de febrero de 2025      |
| 68  | «Piedras en el camino»         | 10 de febrero de 2025     |
| 69  | «Fuera del juego»              | 11 de febrero de 2025     |
| 70  | «Ojo por ojo»                  | 12 de febrero de 2025     |
| 71  | «Noticia inesperada»           | 13 de febrero de 2025     |
| 72  | «Un destino inevitable»        | 17 de febrero de 2025     |
| 73  | «El culpable»                  | 18 de febrero de 2025     |
| 74  | «Puñalada trapera»             | 19 de febrero de 2025     |
| 75  | «Sin coartadas»                | 20 de febrero de 2025     |
| 76  | «Muestra de compasión»         | 24 de febrero de 2025     |
| 77  | «Sin barreras»                 | 25 de febrero de 2025     |
| 78  | «Acorralados»                  | 26 de febrero de 2025     |
| 79  | «Para siempre»                 | 27 de febrero de 2025     |
| 80  | «No tiene perdón»              | 3 de marzo de 2025        |
| 81  | «Hasta nunca»                  | 4 de marzo de 2025        |
| 82  | «El derrumbe de la ilusión»    | 5 de marzo de 2025        |
| 83  | «Autocondena»                  | 6 de marzo de 2025        |

## Producción
La telenovela fue anunciado por Telemundo el 2 de mayo de 2024, con Danilo Carrera e Isabella Castillo confirmados en los papeles principales. Una semana después, Telemundo lanzó un avance de la telenovela. La producción inició rodaje el 3 de junio de 2024 en Miami, Estados Unidos.